# Río Oro
El río Oro (en gallego, río Ouro) es un río del noroeste de la península ibérica que discurre por la provincia de Lugo, en Galicia, España.
A excepción de las áreas de su nacimiento, las márgenes del río Oro y su desembocadura están protegidas como Zona de Especial Conservación (ZEC).

## Etimología
El río "Ouro" está documentado en la Edad Media como Aurio. Varios autores le asignan un origen en la raíz hidronímica prerromana *awer- "fluir", de origen paleoeuropeo. Otros autores lo relacionan con el latín aureum, "de oro", "dorado".[cita requerida]

## Curso
El Oro pertenece a la vertiente cantábrica. Nace en la sierra del Gistral, en la parroquia de Pereiro, municipio de Alfoz, a unos 800 metros de altitud y desemboca en Fazouro, municipio de Foz. Tiene un recorrido de 29,8 kilómetros y forma el límite natural entre los dos municipios que forman el llamado Val do Ouro, Valle de Oro y Alfoz.
En su parte alta predominan los rápidos y aguas claras con abundantes truchas comunes, de pequeño tamaño. A medida que llega al valle, el río se ensancha y sus aguas discurren más lentas, dando lugar a meandros, largas táboas y pozos. En su parte baja (parroquias de Valle de Oro y Fazouro) se pesca el reo, especie que todos los años remonta el río procedente del mar para desovar.

## Inundación
En el año 2008 se produce una inundación que afecta a los municipios de Alfoz y Valle de Oro causando atascos teniendo que cortar las principales carreteras que se vieron desbordadas por el caudal del río.

## Fauna
Se pueden citar especies como la lamprea marina, la anguila común o europea, el salmón común, la trucha común, la boga del Tajo y el muble.